# 1830 no jornalismo
Nesta página encontrará referências aos acontecimentos directamente relacionados com o jornalismo ocorridos durante o ano de 1830.

## Eventos
- 14 de abril — Primeira edição do jornal português "Crónica da Terceira", publicado em Angra do Heroísmo, Açores, Portugal. Foi publicado até 1831.[1]

## Nascimentos
| Data           | Nome                | Profissão                                   | Nacionalidade                                  | Observações | Ref |
| -------------- | ------------------- | ------------------------------------------- | ---------------------------------------------- | ----------- | --- |
| 7 de junho     | Carlos von Koseritz | empresário, político, jornalista e escritor | Ducado de Anhalt-Dessau (Confederação do Reno) | m. 1890     |     |
| 21 de junho    | Luís Gama           | advogado, jornalista e escritor             | Brasil                                         | m. 1882     |     |
| 30 de dezembro | José Elias Garcia   | professor, jornalista, político e militar   | Reino Unido de Portugal, Brasil e Algarves     | m. 1891     |     |

## Mortes
| Data | Nome | Profissão | Nacionalidade | Observações | Ref |
| ---- | ---- | --------- | ------------- | ----------- | --- |